# Copa Latina 1949
La Copa Latina de 1949 fue la primera edición de la Copa Latina, un torneo de fútbol organizado por las federaciones nacionales de España (RFEF) —promotora del evento—, Italia (FIGC), Francia (FFF), Portugal (FPF) y avalado por la FIFA para designar a la mejor asociación y club del sur de Europa.
Debido a que la Unión de Asociaciones Europeas de Fútbol (UEFA) —máximo estamento futbolístico en Europa—, tuvo un nacimiento tardío en 1954, eran las propias federaciones nacionales las que velaban por el fútbol de cada región del Viejo Continente, y de tal modo arrancó la competición el 26 de junio entre los cuatro clubes campeones de cada campeonato de liga, uno por cada federación representada.
La competición surgió por una iniciativa del periodista Alberto Martín, quien tras trasladarle la propuesta al general Moscardó se llevó el asunto a la Federación Española. Fue entonces su presidente Armando Muñoz Calero quien la puso en marcha. Tras contas con la cooperación y aprobación de otros tres estamentos futbolísticos se decidió que se disputase en el período estival, una vez finalizadas las competiciones respectivas de cada país. La FIFA después la reconoció en el palmarés de los clubes, pese a que la competencia inicial fuese entre federaciones.
Decidido que se jugase en ciclos de cuatro ediciones para dirimir al campeón, cada país sería alternativamente el organizador. Como promotores, España acogió esta primera edición estableciendo los partidos con sede en Madrid, que acogió también la final, y Barcelona.
La final disputada a partido único, enfrentó al  Club de Fútbol Barcelona con el Sporting Clube de Portugal en el Nuevo Estadio Chamartín de Madrid.
El equipo vencedor de esta primera edición fue el Club de Fútbol Barcelona español tras vencer por dos goles a uno logrando así su primer título internacional oficial. 
La consecución del título por parte del FC Barcelona marcó un hito histórico para la entidad. Era el primer gran trofeo continental ganado por el conjunto azulgrana.
En esta primera edición se anotaron un total de 20 goles en 4 partidos arrojando una media de 5 goles por encuentro.

## Antecedentes
Pese a su creación en 1949, la idea venía fraguándose desde 1925 por el periodista Alberto Martín Fernández, a quien no le recogieron el testigo entonces de organizar una competición que enfrentase a los mejores clubes a nivel europeo. El único precedente de un torneo internacional de clubes entonces era la local Challenge-Cup celebrada entre 1897 y 1911 en el Imperio austrohúngaro, con tal carácter por la particularidad del territorio. Se buscaba globalizar el fútbol a nivel continental pero a falta de una asociación europea que lo cordinase, eran cuestiones aún difíciles a realizar y las organizaba la FIFA.
Sin embargo, en 1927 sí se pusieron de acuerdo en Europa Central y en Europa del Este para lanzar la Copa Mitropa (oficialmente Copa de Europa Central) con el aval de la FIFA. bajo iniciativa del austríaco Hugo Meisl, quien en ese momento era directivo del organismo mundial, además de secretario general de la Asociación Austríaca de Fútbol. Esta perduró muchas décadas hasta que dejó de disputarse entre 1940 y 1954 por inicio de las hostilidades e inmigraciones y emigraciones internacionales y por la Segunda Guerra Mundial y sus consecuencias para la Europa Central. 
Por dichos acontecimientos gran parte de la población "centro europea" emigró junto a la mayoría de futbolistas y muchos equipos poderosos se quedarían sin sus estrellas, un ejemplo de eso es el caso de los equipos húngaros con figuras como: Ladislao Kubala, Sandor Kocsis, Ferenc Puskás, Zoltan Czibor entre otros grandes futbolistas de diversos países que emigrarían hacia el sur de Europa y otros territorios como refugiados.
Por consecuente las federaciones de España, Italia, Francia y Portugal llegaron a un acuerdo  después tras un nuevo impulso dirigido esta vez desde la Delegación Nacional de Deportes de España y con el aval de la FIFA de crear una nueva competición futbolística europea que enfrentase a los mejores equipos del Viejo Continente, es en ese momento cuando se crea la "Copa Latina" y que empezaría a disputarse al final de la temporada de 1949.
Por tales motivos la Copa Latina en sus años primeros fue la única competición internacional europea en fútbol en general, pasando en ese momento a convertirse en la competición más prestigiosa de Europa. 

## Desarrollo

### Bases
Se decidió en primera instancia que se jugase en ciclos de cuatro años bajo un sistema eliminatorio y que se celebrase cada año en un país. A la federación del club ganador se le otorgarían 4 puntos, 3 a la del finalista, 2 a la del tercero y 1 a la del cuarto. Al final del ciclo se sumarían los puntos y se declararía vencedora a la federación que más puntos tuviera. Es por ello que en sus inicios no fuese concebida como una competición anual de clubes, pues, sino cuatrienal de federaciones, por vía interpuesta del club campeón correspondiente, siendo el organismo nacional quien recibiese el trofeo al cabo de cada ciclo, otorgándole al club vencedor una réplica de menor escala. En caso de haber empate en alguna eliminatoria, se jugaría una prórroga regular, y de continuar el empate, una serie de prórrogas hasta que uno de los equipos marcase un gol.
Tras dos reuniones celebradas en Londres y Barcelona, los miembros de las distintas federaciones y estamentos de cada país aprobaron por sorteo qué país acogería cada edición. La suerte decidió que el impulsor del certamen, España, fuese el organizador de la primera edición con dos sedes, Madrid y Barcelona, y que se disputaría bajo el reglamento FIFA establecido para encuentros internacionales.
Una vez resueltos los temas económicos, se decidió que el equipo vencedor recibiese un 30% de los ingresos, un 25% el segundo, un 23% el tercero, y un 22% el cuarto. La organización se hizo cargo de los desplazamientos y alojamiento de cada comitiva, formada por un máximo de 20 integrantes. Asimismo, en primera instancia el trofeo habría de conservarse en propiedad por la federación cuyos equipos la conquistasen tres veces consecutivas o cinco alternas, circunstancia que se modificó debido al devenir de la competición. Los contendientes recibieron una réplica del trofeo, y medallas para sus jugadores. Oro para los primeros, plata dorada para los segundos, plata para los terceros, y bronce para los cuartos.
Dos delegados de la federación organizadora conformaron el comité organizador y el comité de urgencia para resolver cualquier cuestión que se precisase junto a un representante de la federación. Entre dicho cometido se encontraba el de realizar el sorteo de cada eliminatoria, dando posteriormente validez el resto de las federaciones.

### Participantes
De tal modo, se dispuso que fuesen los campeones respectivos de cada liga nacional los que defendieran a su federación en el torneo.
Nota: Nombres y banderas de clubes según la época.
| Equipos participantes                                                                         | |
| Semifinales                                                                                   | (Condición) |
| Club de Fútbol Barcelona Associazione Calcio Torino Stade de Reims Sporting Clube de Portugal | Campeón de España (Primera División 1948-49) Campeón de Italia (Serie A 1948-49) Campeón de Francia (Division 1 1948-49) Campeón de Portugal (Primeira Divisão 1948-49) |

## Fase final
Los primeros partidos de la competición tuvieron lugar el 26 de junio entre el S. C. Portugal y la A. C. Torino, equipo que acudió con sus juveniles debido al accidente aéreo en el que la mayoría de sus integrantes fallecieron, y entre el C. F. Barcelona y el Stade de Reims. Los encuentro finalizaron respectivamente con victoria lisboeta por tres goles a uno en el Estadio Metropolitano de Madrid y con victoria barcelonista por 5-0 en el Campo de Las Cortes de Barcelona. Arbitrados por el colegiado francés Victor Sdez ante 35 000 espectadores y por el italiano Giacomo Bertolio, dejaron al jugador portugués Fernando Peyroteo como el primer gol máximo goleador del torneo al anotar un hat-trick en ese partido inicial.
Se registró un alto promedio goleador, siendo ocho el récord de goles en un partido, para una media de cinco por encuentro anotados por 13 jugadores distintos.
Los barcelonistas vencieron en la final a los lisboetas por 2-1 con tantos de Josep Seguer y Estanislao Basora en el Nuevo Estadio de Chamartín de Madrid, dándole a España los primeros cuatro puntos de la competición. En el partido por el tercer y cuarto puesto los italianos se impusieron en un gran partido a los franceses por un 5-3.

### Partidos
El Barcelona debutó ganando al Reims. 5 a 0. César a Seguer. 1 a 0. Nicolau en el rebote del portero. 2 a 0. Nicolau sirve y César anota. 3 a 0. Canal para Seguer. 4 a 0. Seguer para Canal. 5 a 0. Sporting venció a Tornio 3 a 1. Vasques a Peyroteo. 1 a 0. Correia centra y Peyroteo hace el segundo. 2 a 0. Verísimo para Peyroteo. 3 a 0. Marchetto en esfuerzo personal, regatea tres y marca el gol de Torino. 3 a 1. 
Torino 5 a 3 al Reims por decisión del tercer puesto. Frizzi por Pravisano. 1 a 0. Santos para Marchetto. 2 a 0. Sinibaldi atrapa el rebote defensivo. 2 a 1. Pravisano. 3 a 1. Flaminon para Méano. 3 a 2. Frizzi para Carapellese. 4 a 2. Frizzi para Pravisano. 5 a 2. Batteaux para Flamion. 5 a 3. Barcelona 2 a 1 al Sporting. Basora para Seguer. 1 a 0. Peyroteo sirve a Correia. 1 a 1. Basora en jogada individual. 2 a 1. 

### Eliminatorias
|  | Semifinales             | Semifinales          |   |                        | Final                  | Final |  |
|  |                         |                      |   |                        |                        |       |  |
|  |                         |                      |   |                        |                        |       |  |
|  | 26 de junio (Barcelona) |                      |   |                        |                        |       |  |
|  | C. F. Barcelona         | 5                    |   |                        |                        |       |  |
|  | Stade de Reims          | 0                    |   |                        |                        |       |  |
|  |                         |                      |   |                        |                        |       |  |
|  |                         |                      |   |                        | 3 de julio (Madrid)    |       |  |
|  |                         |                      |   |                        | C. F. Barcelona        | 2     |  |
|  |                         | S. C. Portugal       | 1 |                        |                        |       |  |
|  |                         |                      |   |                        |                        |       |  |
|  |                         |                      |   |                        |                        |       |  |
|  |                         |                      |   |                        | Tercer lugar           |       |  |
|  | 26 de junio (Madrid)    | 26 de junio (Madrid) |   | 3 de julio (Barcelona) | 3 de julio (Barcelona) |       |  |
|  | S. C. Portugal          | 3                    |   | A. C. Torino           | 5                      |       |  |
|  | A. C. Torino            | 1                    |   |                        | Stade de Reims         | 3     |  |

#### Semifinales
| 26 de junio de 1949 | S. C. Portugal       | 3:1 (2:0) | A. C. Torino  | Estadio Metropolitano, Madrid                           |                                                         |
|                     | Peyroteo 15' 26' 58' | Reporte   | Marchetto 54' | Asistencia: 35 000 espectadores Árbitro(s): Victor Sdez | Asistencia: 35 000 espectadores Árbitro(s): Victor Sdez |

| 26 de junio de 1949 | C. F. Barcelona                                               | 5:0 (2:0) | Stade de Reims | Campo de Las Cortes, Barcelona |                              |
|                     | Seguer 5' · Nicolau 25' · César Rodríguez 59' 67' · Canal 73' | Reporte   |                | Árbitro(s): Giacomo Bertolio   | Árbitro(s): Giacomo Bertolio |

#### Tercer puesto
| 3 de julio de 1949 | A. C. Torino                                           | 5:3 (2:1) | Stade de Reims                          | Campo de Las Cortes, Barcelona |                             |
|                    | Pravisano 2' 58' · Marchetto 18' · Carapellese 63' 75' | Reporte   | Sinibaldi 40' · Méano 62' · Flamion 76' | Árbitro(s): Ramón Azón Roma    | Árbitro(s): Ramón Azón Roma |

#### Final
| 1  | POR | Juan Velasco      |  |
| 2  | DEF | Francesc Calvet   |  |
| 3  | DEF | Josep Curta       |  |
| 4  | DEF | Calo Rodríguez    |  |
| 5  | MED | Gonzalvo III      |  |
| 6  | MED | Gonzalvo II       |  |
| 8  | DEL | Estanislao Basora |  |
| 11 | DEL | Josep Seguer      |  |
| 7  | DEL | Josep Canal       |  |
| 9  | DEL | César Rodríguez   |  |
| 10 | DEL | Alfonso Navarro   |  |
|    |     |                   |  |
| DT | DT  | Enrique Fernández |  |

| 1  | POR | João Azevedo        |  |
| 2  | DEF | Octávio Barrosa     |  |
| 3  | DEF | Manuel Marques      |  |
| 4  | DEF | Juvenal da Silva    |  |
| 5  | MED | Carlos Canário      |  |
| 6  | MED | Veríssimo Alves     |  |
| 7  | DEL | Jesús Correia       |  |
| 8  | DEL | Manuel Vasques      |  |
| 9  | DEL | Fernando Peyroteo   |  |
| 10 | DEL | António Travassos   |  |
| 11 | DEL | Albano Pereira      |  |
|    |     |                     |  |
| DT | DT  | Cândido de Oliveira |  |

|  | 10' | Josep Seguer      | 1-0 |
|  | 50' | Estanislao Basora | 2-1 |

|  | 28' | Jesús Correia | 1-1 |

| Árbitro | Victor Sdez Reporte |

| 1  | POR | Juan Velasco      |  |
| 2  | DEF | Francesc Calvet   |  |
| 3  | DEF | Josep Curta       |  |
| 4  | DEF | Calo Rodríguez    |  |
| 5  | MED | Gonzalvo III      |  |
| 6  | MED | Gonzalvo II       |  |
| 8  | DEL | Estanislao Basora |  |
| 11 | DEL | Josep Seguer      |  |
| 7  | DEL | Josep Canal       |  |
| 9  | DEL | César Rodríguez   |  |
| 10 | DEL | Alfonso Navarro   |  |
|    |     |                   |  |
| DT | DT  | Enrique Fernández |  |

| 1  | POR | João Azevedo        |  |
| 2  | DEF | Octávio Barrosa     |  |
| 3  | DEF | Manuel Marques      |  |
| 4  | DEF | Juvenal da Silva    |  |
| 5  | MED | Carlos Canário      |  |
| 6  | MED | Veríssimo Alves     |  |
| 7  | DEL | Jesús Correia       |  |
| 8  | DEL | Manuel Vasques      |  |
| 9  | DEL | Fernando Peyroteo   |  |
| 10 | DEL | António Travassos   |  |
| 11 | DEL | Albano Pereira      |  |
|    |     |                     |  |
| DT | DT  | Cândido de Oliveira |  |

|  | 10' | Josep Seguer      | 1-0 |
|  | 50' | Estanislao Basora | 2-1 |

|  | 28' | Jesús Correia | 1-1 |

| Árbitro | Victor Sdez Reporte |

|                                            |
| Bandera de España                          |
| Campeón C. F. BARCELONA (RFEF) 1.er título |

## Estadísticas

### Máximos goleadores
| Jugador              | Club            | Goles |
| -------------------- | --------------- | ----- |
| Fernando Peyroteo    | S. C. Portugal  | 3     |
| César Rodríguez      | C. F. Barcelona | 2     |
| Giuseppe Marchetto   | A. C. Torino    | 2     |
| Silvano Pravisano    | A. C. Torino    | 2     |
| Riccardo Carapellese | A. C. Torino    | 2     |
| Josep Seguer         | C. F. Barcelona | 2     |
| Mateu Nicolau        | C. F. Barcelona | 1     |
| Josep Canal          | C. F. Barcelona | 1     |
| Pierre Sinibaldi     | Stade de Reims  | 1     |
| Francis Méano        | Stade de Reims  | 1     |
| Pierre Flamion       | Stade de Reims  | 1     |
| Jesús Correia        | S. C. Portugal  | 1     |
| Estanislao Basora    | C. F. Barcelona | 1     |

### Máximos Asistentes
| Jugador           | Club            | Passes |
| ----------------- | --------------- | ------ |
| Attilio Frizzi    | A. C. Torino    | 3      |
| Benjamín Santos   | A. C. Torino    | 1      |
| César Rodríguez   | C. F. Barcelona | 1      |
| Josep Seguer      | C. F. Barcelona | 1      |
| Mateu Nicolau     | C. F. Barcelona | 1      |
| Josep Canal       | C. F. Barcelona | 1      |
| Estanislao Basora | C. F. Barcelona | 1      |
| Estanislao Basora | Stade de Reims  | 1      |
| Batteaux          | Stade de Reims  | 1      |
| Pierre Flamion    | Stade de Reims  | 1      |
| Jesús Correia     | S. C. Portugal  | 1      |
| Manuel Vasques    | S. C. Portugal  | 1      |
| Fernando Peyroteo | S. C. Portugal  | 1      |
| Veríssimo Alves   | S. C. Portugal  | 1      |